# Имбецильность
Имбеци́льность (от лат. imbecillus «слабый, немощный»; англ. imbecile) — средняя степень олигофрении, слабоумия, умственного недоразвития, обусловленная задержкой развития мозга плода или ребёнка в первые годы жизни. 
По мнению ряда психиатров, термины «имбецильность», «имбецил» — устаревшие и не рекомендуются к использованию, так как они вышли за сугубо медицинские рамки и стали носить социальный (негативный) оттенок. Вместо них в некоторых руководствах предлагается использовать нейтральные термины из МКБ-10, по которой «имбецильность», в зависимости от степени выраженности, соответствует диагнозам «умственная отсталость умеренной степени» («умеренная умственная отсталость») и «умственная отсталость тяжёлой степени» («тяжёлая умственная отсталость»). Тем не менее в психиатрической литературе и литературе по олигофренопедагогике и в настоящее время продолжают использоваться традиционные термины «дебильность», «олигофрения» и «идиотия».

## Описание
При имбецильности дети отстают в физическом развитии, отклонения заметны внешне. Могут присутствовать признаки телесных пороков развития: нарушения формирования головы, недоразвитие конечностей, пальцев, дефекты лица, ушей, глаз, гипогенитализм и др. Могут быть также такие неврологические симптомы, как параличи, парезы.
Имбецилы понимают окружающих, сами могут произносить отдельные слова и иногда даже короткие фразы. Речь состоит только из глаголов и существительных, косноязычна и грамматически неправильна. Как правило, речь состоит из очень коротких стандартных фраз, а словарный запас ограничен несколькими десятками слов (иногда до 200—300 слов). Мышление конкретно и примитивно, но последовательно, отвлечения недоступны, запас сведений крайне узок, резкое недоразвитие внимания, памяти, воли. Имбецилы могут образовывать представления, но образование понятий, как более высокий этап психической деятельности, им недоступен или резко затруднён. Воображение у них почти отсутствует.
Страдающим имбецильностью удаётся привить основные навыки самообслуживания (сами одеваются, следят за собой, едят) и простейшие трудовые навыки, главным образом путём тренировки подражательных действий. При лёгкой и средней степени имбецильности больные могут учиться во вспомогательной школе, но обучить их удаётся немногому: элементарному счёту (в пределах нескольких единиц), написанию отдельных слов, чтению простых текстов.
Эмоции имбецилов более дифференцированы, чем у идиотов, они привязаны к родным, адекватно реагируют на похвалу или порицание. Имбецилы лишены инициативы, инертны, очень внушаемы, легко теряются при изменении обстановки, нуждаются в постоянном надзоре и уходе, при неблагоприятном окружении поведение может быть асоциальным. Интересы имбецилов крайне примитивны и ограничиваются в основном удовлетворением физиологических потребностей.
Сексуальное влечение у страдающих имбецильностью обычно понижено, но иногда наблюдается болезненно повышенное сексуальное влечение наряду с отсутствием сдерживающих моральных ограничений.
По поведению выделяется две группы имбецилов: вяло-апатичные, безразличные ко всему, кроме удовлетворения естественных потребностей (торпидные) и живые, подвижные, непоседливые (эректильные). По характеру также разделяются на четыре группы: злобно-агрессивные, упрямые и общительные, добродушные, приветливые, покладистые.

## Международная классификация болезней
В МКБ-10 имбецильность подразделяется на умеренную и тяжёлую умственную отсталость. При IQ 35—49 и психическом возрасте 6—9 лет у взрослых ставится диагноз умеренной умственной отсталости (F71), а при IQ 20—34 и психическом возрасте 3—6 лет — тяжёлой умственной отсталости (F72). При тяжёлой умственной отсталости отмечается возможность приобретения только навыков самообслуживания и крайне слабое развитие речи.
В МКБ-9 1977 года имбецильностью названа только умеренная умственная отсталость с IQ 35—49.